# The Light Fantastic (Motorpsycho)
The Light Fantastic è una raccolta di inediti in studio della band norvegese Motorpsycho messa in vendita, inizialmente solo nel web store ufficiale del gruppo, il 18 settembre 2019. L'unico formato fisico disponibile è su LP. Il 20 aprile 2020 è stato pubblicato in formato digitale su Bandcamp.

## Tracce

### Lato A
1. Take The Air (Pupil)
2. Granny Takes A Trip
3. Bonny Lee
4. Mockingbird
5. California (I'm So Sold)

### Lato B
1. The Light Fantastic
2. Go Around Once
3. The Jig Is Up (Kiss the Snake)
4. The Visitant
5. I.C.U. (Boinganoid)